# Эль-Камышлы (район)
Эль-Камышлы (араб. القامشلي‎ курд. Qamişlo) — район (минтака) в составе мухафазы Эль-Хасака, Сирия. Административным центром является город Эль-Камышлы.

## География
Находится на северо-востоке мухафазы Эль-Хасака. На востоке граничит с районом Эль-Маликия, на юге с Ираком и районом Эль-Хасака, на западе с районом Рас-эль-Айн, а на севере с Турцией.

## Административное деление
Район разделён на 4 нахии.
| Нахия       | Административный центр | Население (2004 г.), чел. | Карта |
| ----------- | ---------------------- | ------------------------- | ----- |
| Эль-Камышлы | Эль-Камышлы            | 232 095                   |       |
| Телль-Хамис | Телль-Хамис            | 71 699                    |       |
| Амуда       | Амуда                  | 56 101                    |       |
| Эль-Катания | Эль-Катания            | 65 685                    |       |